# Jérôme Mesnager
Pour les articles homonymes, voir Mesnager.
 (avril 2014).
Jérôme Mesnager, né le 30 janvier 1961, à Colmar (France), est un peintre français.
Père de l'« Homme en blanc », il est l’un des premiers peintres de rue parisiens. Ses œuvres participent du courant artistique communément appelé « art urbain » (street art) ou « graffiti ».

## Biographie
Fils d'un ingénieur, Jérôme Mesnager grandi dans le quartier des Batignolles à Paris, il est élève du lycée Fénelon Sainte-Marie avant d'entrer à l'école Boulle en 1974 où il suit une formation d’ébéniste et où il enseignera par la suite. En 1979, il suit les cours de bande dessinée d’Yves Got et de Georges Pichard, professeurs à l’école supérieure des arts appliqués Duperré.
En août 1981 à Avignon, il fait la connaissance de Gérard Zlotykamien et l'assiste pour une intervention artistique dans l'église des Célestins. Cette rencontre sera déterminante pour la suite de sa carrière.
Il est l’un des fondateurs, en 1982, de Zig-Zag, un groupe d’une dizaine de jeunes artistes en « zig-zag dans la jungle des villes » qui décident d’occuper la rue en dessinant des graffitis et, aussi, d’occuper brièvement, le temps d’une performance artistique, des usines désaffectées.
Le 16 janvier 1983, il invente l’Homme en blanc, « un symbole de lumière, de force et de paix ». Cette silhouette blanche aussi appelée « Corps blanc » ou « l'Homme blanc », Jérôme Mesnager l'a reproduite à travers le monde entier, des murs de Paris à la muraille de Chine.
En 1990, Jérôme Mesnager quitte la maison de son enfance, lieu de ses rencontres avec Jean-Pierre Le Boul'ch, siège de ses associations, atelier de ses premiers travaux, etc., pour emménager dans le XXe arrondissement de Paris. Il expose une série de palissades sur le thème des combats à la galerie Loft, qui édite un catalogue.
En 1995, il réalise une grande peinture murale rue de Ménilmontant, dans le XXe, C’est nous les gars de Ménilmontant (rue de Ménilmontant et rue Sorbier).

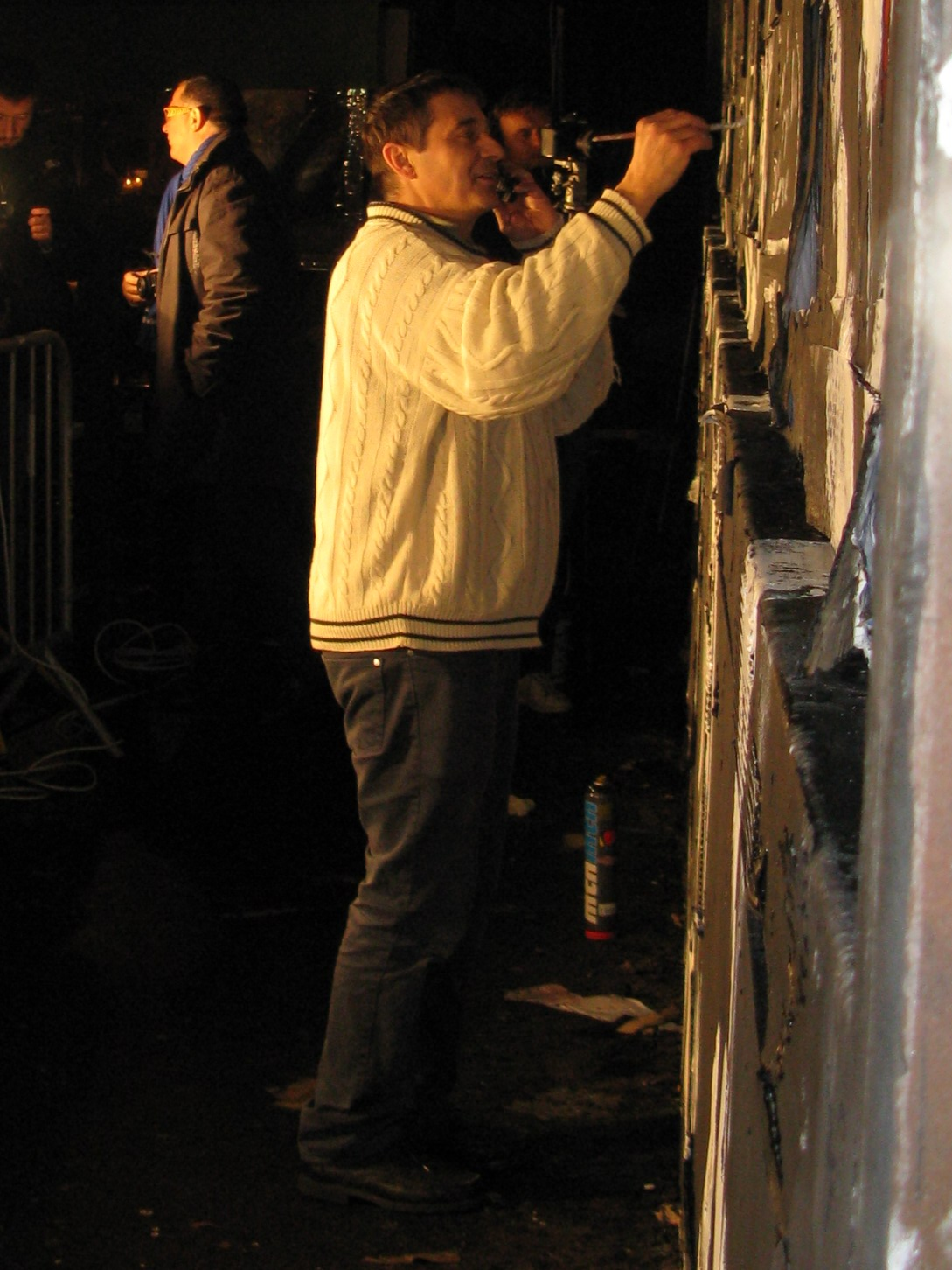
Jérôme Mesnager réalisant une fresque, rue Oberkampf à Paris, en 2011.

Jérôme Mesnager s’associe souvent avec Némo, dont le personnage fétiche est la silhouette noire d'un homme en imperméable coiffé d'un chapeau. À ce titre, il a accompagné le mouvement d'art urbain parisien (Blek le rat, Miss.Tic, Jef Aérosol, SP 38, Némo, Moreje, etc.) et la Figuration Libre au début des années 1980.
Parallèlement, il participe à des projets connexes tels que des pochettes d’album pour La Rue Kétanou.
En 2006, Jérôme réalise une série de toiles inspirées par l’art nouveau et l’art déco. La même année, il s'attaque à l'hôtel des Académies et des Arts à Paris et envahit l'espace avec ses Corps blancs. Les personnages de Jérôme Mesnager sont peints sur les murs tendus de papier peints effet toile brute. Un géant blanc est logé également sur le mur de la cour intérieure peint en rouge vif du rez-de-chaussée au 5e étage.
Mesnager a peint dans les catacombes de Paris. Il participe au M.U.R en janvier 2011.

## Publications
- 1990 et 1992 : Le Voyageur de l'art : les aventures de Corps blanc (2 tomes), textes de Jérôme Mesnager et Gilbert Lascault, éditions F. Loeb, Paris  (ISBN 2-908926-00-8) et  (ISBN 2-908926-02-4)
- 1994 : Il court Il court…, texte de Louis Pons
- 2007 : Échappée belle, préface de Denis Seznec, Critères éditions  (ISBN 978-2-9526281-3-6) Ode à la liberté, le livre dénonce le bagne de Guyane.
- 2010 : Ma vie en blanc, Le Voyageur éditions  (ISBN 978-2-36214-000-6) Une biographie de 30 ans de vie artistique.